# Thomas Stanley Bocock

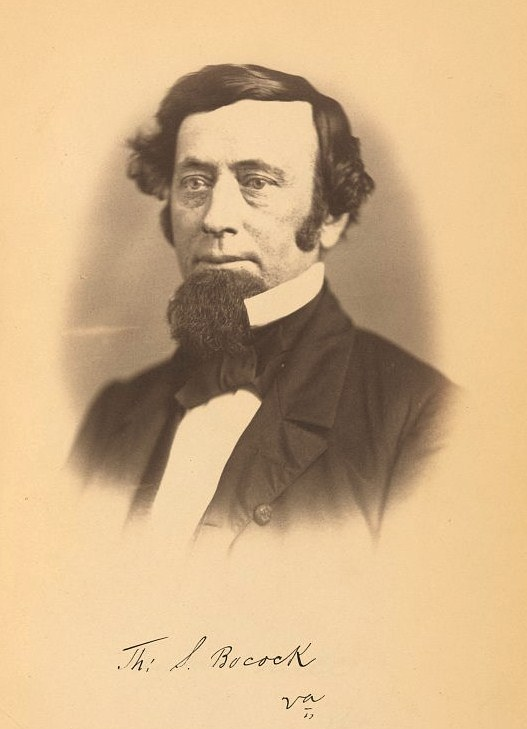
Thomas Bocock

Thomas Stanley Bocock (Buckingham, Virginia 18 mei 1815 - Appomattox County, Virginia 5 augustus 1891), was een Amerikaans politicus en advocaat uit de staat Virginia. Hij was zowel lid van het Huis van Afgevaardigden van de Verenigde Staten van Amerika als van het Huis van Afgevaardigden van de Geconfedereerde Staten van Amerika. Van 1862 tot 1865 was hij voorzitter (speaker) van het Geconfedereerde Huis van Afgevaardigden.

## Biografie

### Achtergrond, opleiding en vroege carrière
Thomas Stanley Bocock werd op 18 mei 1815 in Buckingham in de staat Virginia geboren. Als kind ontving hij privéonderwijs en daarna studeerde hij rechten aan de Hampden-Sydney College. In 1838 promoveerde hij en in 1840 werd hij als advocaat toegelaten tot de balie van Buckingham. Van 1845 tot 1846 was hij openbaar aanklager van Appomattox County.

### Politieke carrière
Thomas S. Bocock was lid van de Democratische Partij (Democratic Party) en van 1842 tot 1844 was hij lid van het Huis van Afgevaardigden van Virginia. In 1846 werd hij in het Amerikaanse Huis van Afgevaardigden gekozen en hij diende van 1847 tot 1861. Van 1853 tot 1855 en van 1857 tot 1859 was hij voorzitter van het Comité Maritieme Vraagstukken (Committee of Naval Affairs) van het Amerikaanse Huis van Afgevaardigden. In 1859 was hij kandidaatvoorzitter van het Huis van Afgevaardigden, maar na acht weken - en vele stemrondes - trok hij zich terug, omdat men er maar niet in slaagde een voorzitter te kiezen.
Na de afscheiding van de staat Virginia in 1861 werd Bocock als democraat in het Voorlopig Congres van de Geconfedereerde Staten van Amerika gekozen. Van 1862 tot 1865 was hij lid van de Eerste Congres van de CSA en het Tweede Congres van de CSA. Van 18 februari 1862 tot 18 maart 1865 was hij voorzitter (Speaker) van het Huis van Afgevaardigden van de Geconfedereerde Staten van Amerika. Hij was de enige persoon die deze functie vervulde.
Thomas S. Bocock was van 1877 tot 1879 opnieuw lid van het Huis van Afgevaardigden van Virginia en was gedelegeerde bij de Nationale Democratische Conventies van 1868, 1876 en 1888.
Thomas Stanley Bocock overleed op 75-jarige leeftijd, op 5 augustus 1891 in Appomattox County, Virginia en werd begraven op Old Bocock Cemetery bij zijn plantage te Wildway.